# Miguel Barrera
Miguel Barrera (* 15. November 1978 in Canalete, Departamento de Córdoba, Kolumbien) ist ein ehemaliger kolumbianischer Boxer im Strohgewicht. 

## Profikarriere
Im Jahre 1998 begann er erfolgreich seine Profikarriere. Am 9. August 2002 boxte er gegen Roberto Carlos Leyva um den Weltmeistertitel des Verbandes IBF und gewann nach Punkten. Diesen Gürtel verlor er allerdings bereits in seiner zweiten Titelverteidigung Ende Mai des darauffolgenden Jahres an Edgar Cardenas.
Nach dieser Niederlage beendete er seine Karriere.